# Éphédrine
L'éphédrine est une amine sympathicomimétique et un alcaloïde fréquemment utilisé comme décongestionnant issu des plantes du genre Ephedra (famille des Ephedraceae). Son sel, le chlorhydrate d'éphédrine a diverses utilisations en regard de son effet sympathicomimétique. 
L'éphédrine est utilisée dans divers pays pour le traitement de l'asthme, de l'obésité ou lors d'interventions chirurgicales pour maintenir une pression artérielle haute.
Proche chimiquement des amphétamines et des cathinones, utilisée à des fins de dopage chez les sportifs, elle est régulée dans de nombreux pays, et des spécialités pharmaceutiques en vente libre la contenant ont été retirées du marché.
Elle provoque une hypertension artérielle, de la tachycardie, et de nombreux effets adrénergiques.

## Historique
L'éphédrine est isolée en 1885 par un pharmacien japonais Nagai Nagayoshi. Il la synthétise avec Kanao en 1920.
L'éphédrine est listée au tableau I de la Convention contre le trafic illicite de stupéfiants et de substances psychotropes de 1988.

## Chimie
L'éphédrine présente une isomérie optique et possède deux centres stéréogènes. Par convention, les énantiomères qui ont une stéréochimie opposée autour des centres stéréogènes sont désignés comme « éphédrine », alors que la pseudoéphédrine possède la même stéréochimie autour de ses carbones stéréogènes. C'est-à-dire : les énantiomères (1R,2R) et (1S,2S) sont appelés « pseudoéphédrine », alors que les énantiomères (1R,2S) et (1S,2R) sont appelés « éphédrine ». 
L'isomère mis initialement sur le marché est la (–)-(1R,2S)-éphédrine (Reynolds, 1988).
Comme la phényléthylamine, l'éphédrine a une structure similaire aux amphétamines. L'éphédrine peut être utilisée dans la synthèse de la méthamphétamine en la réduisant, ce qui supprime le groupe alcool.
L'éphédrine est un précurseur très largement utilisé dans la fabrication de la méthamphétamine et de la méthcathinone. Par oxydation, l'éphédrine peut facilement être transformée en méthcathinone.

## Pharmacologie
L'éphédrine est une amine sympathomimétique — c'est-à-dire que son mécanisme d'action principal est lié à son action indirecte sur le système des récepteurs adrénergiques.
Elle potentialise l'action de l'adrénaline.
L'éphédrine agit avant tout comme un vasopresseur puissant qui entraîne une élévation marquée de la pression artérielle. L'effet vasopresseur est essentiellement dû à une action indirecte. Si les stocks de noradrénaline sont épuisés, son action est modérée. 
Sa durée d'action est 5 à 6 fois supérieure à celle de l'adrénaline.

## Usage médical

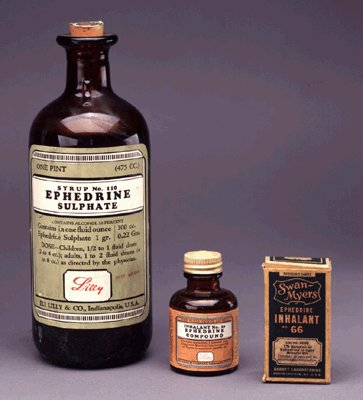
Flacons d'éphédrine

L'herbe chinoise traditionnelle Ma Huang (Ephedra sinica) contient de l'éphédrine comme principe actif principal et est utilisé comme antiasthmatique et vasoconstricteur. Ceci est également vrai pour de nombreuses herbes à base d'extraits d'espèces d'Ephedra.
Dans la médecine occidentale, elle a servi de décongestionnant nasal, de bronchodilatateur et contre l'asthme, mais sa popularité décroît face à de nouvelles substances plus sélectives et présentant moins d'effets négatifs. Elle est encore utilisée en intraveineuse contre l'hypotension. Elle a longtemps été utilisée en obstétrique lors des accouchements, pour son effet chronotrope positif modéré, mais aussi, malgré un effet vasoconstricteur (α-1), pour son absence d'effet vasoconstricteur sur l'utérus.
L'éphédrine est un analogue à l'adrénaline, elle est donc hypolipidémiante, c'est-à-dire qu'elle diminue la concentration de lipides dans le sang. On la trouve encore parfois dans des produits populaires visant à la perte de poids et prise de masse musculaire, sous la forme d'éphédra.
L'éphédrine induit de véritables risques d'hypertension et d'infarctus du myocarde, surtout hors utilisation médicale contrôlée.

## Usage détourné et récréatif
L'éphédrine est parfois consommée pour améliorer l'efficacité physique ou mentale. De plus, elle augmente l'agressivité et permet de faire reculer le seuil de fatigue. Certains étudiants ainsi que des travailleurs utilisent l'éphédrine pour cette raison.
Cette substance appartient à la classe A des produits dopants (cette dernière est considérée comme un stimulant), et de ce fait, son utilisation à des fins non thérapeutiques est interdite dans le cadre d'une activité sportive (on note la présence d'un seuil de 10 microgrammes par millilitre d'urine).
L'effet stimulant amène parfois à des dépendances.
Les complications reliées à ces effets peuvent causer des hémorragies cérébrales, des troubles psychiatriques ou encore des arythmies cardiaques qui peuvent à leur tour entraîner des infarctus du myocarde.

## Législation au Canada
Depuis 2002, Santé Canada limite la dose simple à 8 mg d'éphédrine (400 mg d’éphédra) et la dose quotidienne maximale à 32 mg (1 600 mg d’éphédra) en tant que décongestionnant nasal. Tous les produits dépassant ces teneurs ont été retirés du marché canadien. De plus, il est interdit de vendre de l'éphédrine en tant que formule visant la perte de poids.

## Législation aux États-Unis
En raison de ses effets indésirables, l'éphédrine en tant que supplément alimentaire a été interdite à la vente aux États-Unis par la FDA. Cette décision a été confirmée par la Cour suprême des États-Unis le 14 mai 2007 dans le cadre de l'affaire Nutraceutical c. Eschenbach, lorsque la Cour a refusé d'examiner l'affaire déjà jugée en appel à l'avantage de la FDA. Depuis ce temps, la Cour Fédérale des États-Unis a annulé l'interdiction de la FDA. [réf. nécessaire]

## Divers
L'éphédrine fait partie de la liste des médicaments essentiels de l'Organisation mondiale de la santé (liste mise à jour en avril 2013).